# Stefania Romaniuk
Stefania Romaniuk, właściwie Sara Bryn (ur. 2 września 1908 w Warszawie lub 8 grudnia 1908 we Lwowie, zm. 1996 w Izraelu) – polska działaczka komunistyczna i partyjna pochodzenia żydowskiego, pielęgniarka i dziennikarka, II sekretarz Komitetów Wojewódzkich PPR w Lublinie i Rzeszowie, od stycznia do czerwca 1945 p.o. I sekretarz Komitetu Wojewódzkiego PZPR w Rzeszowie.

## Życiorys
Córka Maurycego (Mordechaja), pochodziła z ubogiej, drobnomieszczańskiej rodziny żydowskiej. W 1925 zdała maturę, następnie pracowała jako pielęgniarka i kształciła się na kursach zawodowych. Zaangażowana w działalność komunistyczną, nosiła pseudonimy „Kazia”, „Ola”, „Władka”. Trzykrotnie przebywała w więzieniu (1928–1930, 1931–1934, 1938–1939), a kilkukrotnie była aresztowana. Od 1927 do 1931 członek Komunistycznego Związku Młodzieży Polski (Związku Młodzieży Komunistycznej w Polsce), od 1934 do 1938 Komunistycznej Partii Polski, od 1936 Komunistycznego Związku Młodzieży Zachodniej Ukrainy, powiązanego z KZMP. W ramach KZMP była m.in. organizatorką koła szpitalnego, sekretarzem dzielnicowym w Warszawie-Woli i członkiem Komitetu Okręgowego w Łodzi; po uwolnieniu w 1934 zajmował stanowiska sekretarza KZMP w Częstochowie i Łodzi oraz II sekretarze Komitetu Obwodowego Sosnowiec-Dąbrowa. W ramach KZM ZU była sekretarzem Komitetu Obwodowego Drohobycz-Stanisławów-Stryj oraz Miejskiego we Lwowie, weszła w skład Komitetu Centralnego. W 1938 skazana na 10 lat więzienia.
We wrześniu 1939 uwolniona z więzienia w Fordonie, do 1940 była sekretarzem obwodowym wódczanego związku zawodowego. Po 1941 przebywała w getcie lwowskim, po czym od 1942 ukrywała się w Dęblinie i Aleksandrowie pod fałszywymi danymi. W 1944 podjęła współpracę z Polskim Komitetem Wyzwolenia Narodowego, została korespondentką „Trybuny Wolności”. W sierpniu 1944 wstąpiła do Polskiej Partii Robotniczej, od listopada 1944 do 1945 druga sekretarz Komitetu Wojewódzkiego PPR w Rzeszowie. Od 22 stycznia do 30 czerwca 1945 czasowo kierowała tym Komitetem (jako jedyna I sekretarz w Rzeszowie), następnie powróciła do roli II sekretarza. Następnie zajmowała stanowisko II sekretarz KW w Lublinie (1945–1946), kierowniczki Wojewódzkiej Szkoły Partyjnej KW we Wrocławiu (1946–1947) oraz II sekretarz Komitetu Miejskiego PPR i PZPR w tym mieście. Później w ramach struktur PZPR była starszym instruktorem w Wydziale Organizacyjnym Komitetu Centralnego (1949–1950) oraz sekretarzem ds. propagandy w Komitetach Wojewódzkich w Koszalinie (1950–1951) i Lublinie (1953–1955). Od 1951 do 1952 korespondentka Polskiej Agencji Prasowej w Moskwie (gdzie leczyła się jej córka), następnie zastępca redaktora naczelnego „Chłopskiej Drogi”. W 1955 powróciła do roli starszego instruktora w KC, potem od 1961 do 1963 wykładała jako starszy instruktor w Wyższej Szkole Nauk Społecznych przy KC PZPR. W 1963 przeszła na rentę, w 1968 wyjechała do Izraela, gdzie zmarła.